# Île Guenioc
L'Île Guenioc (ou Guennoc) est une île du Finistère, en Bretagne. Elle est située sur le territoire de la commune de Landéda, au large de la presqu'île de Sainte-Marguerite.

## Histoire
L'île comporte quatre cairns datés du Néolithique, dont le plus ancien date de 4 600 ans av. J.-C., ce qui en fait avec le cairn de Barnenez le plus vieux monument d'Europe.
Des amphores montrant un commerce avec la mer Méditerranée y ont aussi été découvertes. Le site a été fouillé de 1960 à 1972.
Les fouilles ont révélé un enclos presque circulaire d' un diamètre d'environ 50 mètres habité à partir de 480 après J.-C. environ et jusqu'au VIIIe siècle, entouré d'abord d'un talus, puis par un mur de pierres sèches. À l'intérieur il y avait une maison centrale et, contre le mur de clôture, une autre maison (leurs parois étaient formées de murets bas supportant des charpentes probablement recouvertes de chaume). En dehors de l'enclos s'élevait un autre bâtiment, sans doute une soue ou une étable. Les champs étaient entourés de petits talus. Ces vestiges, ainsi que les terrains de l'île, sont classés au titre des monuments historiques par arrêté du 24 septembre 1964.
Pendant la Seconde Guerre mondiale des résistants permettent à partir de l'île l'embarquement des aviateurs alliés.